# Grammatica lituana
La grammatica lituana descrive le regole e i principi che governano la struttura e l'uso della lingua lituana, una delle due lingue baltiche moderne appartenenti alla famiglia indoeuropea. Il lituano è rinomato per la conservazione di numerosi tratti arcaici ereditati dal protoindoeuropeo, che sono scomparsi in molte altre lingue indoeuropee contemporanee. 
Tra le sue peculiarità grammaticali, il lituano presenta un sistema di declinazione articolato con sette casi e tre numeri (singolare, plurale e, in forme arcaiche, duale). La morfologia verbale è altrettanto complessa, comprendendo numerosi modi e tempi, oltre a una distinzione tra azione finita e non finita.
La seguente tabella illustra le principali categorie grammaticali della lingua lituana, evidenziando i termini lituani corrispondenti per le parti del discorso, i casi, i numeri, i gradi di comparazione, i generi, i tempi, i modi, le diatesi e gli aspetti verbali.
| Categoria                         | Lingua                     | Lingua                  |
| Categoria                         | Italiano                   | Lituano                 |
| --------------------------------- | -------------------------- | ----------------------- |
| Parti del discorso                | sostantivo                 | daiktavardis            |
| Parti del discorso                | aggettivo                  | būdvardis               |
| Parti del discorso                | verbo                      | veiksmažodis            |
| Parti del discorso                | numerale                   | skaitvardis             |
| Parti del discorso                | pronome                    | įvardis                 |
| Parti del discorso                | avverbio                   | prieveiksmis            |
| Parti del discorso                | particella                 | dalelytė                |
| Parti del discorso                | preposizione               | prielinksnis            |
| Parti del discorso                | congiunzione               | jungtukas               |
| Parti del discorso                | interiezione               | jaustukas               |
| Parti del discorso                | interiezione verbale       | ištiktukas              |
| Casi (liñksniai)                  | nominativo                 | vardininkas             |
| Casi (liñksniai)                  | genitivo                   | kilmininkas             |
| Casi (liñksniai)                  | dativo                     | naudininkas             |
| Casi (liñksniai)                  | accusativo                 | galininkas              |
| Casi (liñksniai)                  | strumentale                | įnagininkas             |
| Casi (liñksniai)                  | locativo                   | vietininkas             |
| Casi (liñksniai)                  | vocativo                   | šauksmininkas           |
| Casi locativi                     | illativo                   | iliatyvas, kryptininkas |
| Casi locativi                     | allativo                   | aliatyvas               |
| Casi locativi                     | adessivo                   | adesyvas                |
| Numero (skaĩčiai)                 | singolare                  | vienaskaita             |
| Numero (skaĩčiai)                 | duale                      | dviskaita               |
| Numero (skaĩčiai)                 | plurale                    | daugiskaita             |
| Gradi di comparazione (láipsniai) | positivo                   | nelyginamasis           |
| Gradi di comparazione (láipsniai) | comparativo                | aukštesnysis            |
| Gradi di comparazione (láipsniai) | superlativo                | aukščiausiasis          |
| Generi (gìminės)                  | maschile                   | vyriškoji               |
| Generi (gìminės)                  | femminile                  | moteriškoji             |
| Tempi (laikaĩ)                    | presente                   | esamasis                |
| Tempi (laikaĩ)                    | passato                    | būtasis kartinis        |
| Tempi (laikaĩ)                    | passato iterativo          | būtasis dažninis        |
| Tempi (laikaĩ)                    | futuro                     | būsimasis               |
| Modi (núosakos)                   | indicativo                 | tiesioginė              |
| Modi (núosakos)                   | indiretto                  | netiesioginė            |
| Modi (núosakos)                   | condizionale (congiuntivo) | tariamoji               |
| Modi (núosakos)                   | imperativo                 | liepiamoji              |
| Diatesi (rū́šys)                   | attivo                     | veikiamoji              |
| Diatesi (rū́šys)                   | passivo                    | neveikiamoji            |
| Aspetti (veikslaĩ)                | perfettivo                 | įvykio                  |
| Aspetti (veikslaĩ)                | progressivo                | eigos                   |

## Genere
Il lituano possiede due generi principali per i sostantivi:
- maschile
- femminile

Inoltre, possono essere categorizzati altri due generi grammaticali, sebbene il loro status sia più controverso:
- indefinito
- neutro

I prestiti linguistici mantengono generalmente le caratteristiche grammaticali del lituano, con il genere determinato dalla desinenza. Alcuni nomi non declinabili, con desinenze atipiche come -o, -u o -i, indicano il genere attraverso gli aggettivi. Ad esempio:
- Maschile: bankas (banca), traktorius (trattore).
- Femminile: integracija (integrazione), tabletė (tablet).

Alcune parole, come bistro (bistrò), interviu (intervista) e taksi (taxi), non sono declinate e il loro genere è indicato dagli aggettivi associati.
Il cosiddetto genere indefinito riguarda alcune classi di parole che non appartengono pienamente né al maschile né al femminile. Tra queste troviamo:
- Il pronome interrogativo kas (chi? cosa?),
- I pronomi personali aš/mes (io/noi), tu (tu), jūs (voi),
- Il pronome riflessivo savęs (sé),

Questa categoria non ha una declinazione propria. Per esempio, il pronome kas segue la declinazione maschile, mentre i sostantivi peggiorativi utilizzano quella femminile. È interessante notare che il genere indefinito non è sempre esplicitamente menzionato nelle grammatiche lituane, poiché non è un sistema autonomo ma piuttosto un insieme di eccezioni.
Le altre parti variabili del discorso, come gli aggettivi, i pronomi e i numerali, possono avere tre generi: maschile, femminile e neutro. Per esempio:
- Ji yra graži (Lei è bella) – l’aggettivo graži è al femminile per concordare con il pronome ji (lei).
- Mokytojas bus pasirengęs (Il maestro sarà pronto) – l’aggettivo pasirengęs concorda al maschile con mokytojas (maestro).
- Skaityti buvo įdomu (Leggere era interessante) – qui l’aggettivo įdomu è al neutro, poiché descrive una condizione astratta senza un soggetto dal genere definito.

Il sistema dei generi grammaticali in lituano presenta analogie interessanti con il latino:
| Lituano                              | Lituano                          | Latino                             | Latino                                 |
| Nominativo                           | Genitivo                         | Nominativo                         | Genitivo                               |
| ------------------------------------ | -------------------------------- | ---------------------------------- | -------------------------------------- |
| vilkas lupo                          | vilko del lupo                   | lupus lupo                         | lupī lupo                              |
| kalba lingua                         | kalbos della lingua              | lingua lingua                      | linguae della lingua                   |
| prekė merce                          | prekės della merce               | rēs cosa                           | reī della cosa                         |
| pilis castello                       | pilies del castello              | turris torre                       | turris della torre                     |
| viršus parte superiore               | viršaus della parte superiore    | frūctus frutto                     | frūctus del frutto                     |
| akmuo roccia                         | akmens della roccia              | acūmen (n.) punta                  | acūminis (n.) della punta              |
| girdė́tas, girdė́ta, girdė́ta ascoltato | girdė́to, girdė́tos dell'ascoltato | audītus, audīta, audītum ascoltato | audītī, audītae, audītī dell'ascoltato |

### Maschile
Il maschile e il femminile sono generi pienamente grammaticalizzati e la loro distinzione è basata principalmente sul genere naturale per i nomi di persone e animali. Per gli oggetti inanimati e alcuni animali, il genere è motivato solo grammaticalmente.
I sostantivi maschili si distinguono per specifiche terminazioni, tra cui:
- -(i)as: tėvas (padre), kelias (strada)
- -ys: traukinys (treno)
- -(i)us: vaisius (frutto)
- -uo: akmuo (pietra)

La maggior parte dei nomi maschili ha -io come desinenza al genitivo, con alcune eccezioni che presentano -ies. Un caso particolare è il nome sesuo ('sorella'), che è femminile nonostante la desinenza -uo.
Il maschile funge anche da genere indeterminato, come in molte altre lingue indoeuropee. Ciò significa che nei gruppi misti (maschili e femminili) il maschile prevale per indicare l'intero insieme. Ad esempio: keleiviai (passeggeri, sia uomini che donne), studentai (studenti, sia maschi che femmine).

### Femminile
I sostantivi femminili si riconoscono per terminazioni come:
- -(i)a: motina (madre), vyšnia (ciliegia)
- -ė: gatvė (strada)
- -is: akis (occhio), pilis (castello). Al genitivo, le forme femminili in -is assumono -ies (es. akis > akies).

### Neutro
Il neutro ha un uso estremamente limitato e non è un genere autonomo con declinazioni proprie. Si utilizza con gli aggettivi, i participi passati e alcuni numerali per descrivere stati o condizioni ambientali indeterminate. Ad esempio: šalta ("È freddo"), derivato dall'aggettivo neutro di šaltas (freddo). Non esistono sostantivi di genere neutro.

## Numero
Il lituano ha tre categorie di numero, più altre due talvolta aggiunte nelle grammatiche:
- Singolare
- Plurale
- Duale (ufficialmente in disuso)
- Indefinito
- Parole superplurali (dauginiai žodžiai in lituano)

Solo i primi tre sono considerati numeri grammaticali completi, gli altri due sono solamente ausiliari.
Il singolare indica che una cosa è una o indivisibile (come pienas - 'latte', smėlis - 'sabbia', meilė - 'amore'). Il plurale, per parole che non denotano oggetti indivisibili, indica la presenza di più oggetti o idee. A volte alcuni nomi non possiedono la forma singolare, i cosiddetti pluralia tantum, ma non indicano una reale moltitudine ma che possiedono solamente la declinazione plurale del nome.
Il duale indica una coppia di cose. Storicamente il duale è un numero grammaticale produttivo, il terzo elemento della distinzione singolare - duale - plurale. Nell'ultimo secolo il duale è caduto progressivamente in disuso, ridotto ad una categoria grammaticale che indicava solo oggetti tipicamente presenti in coppia. Al giorno d'oggi viene usato solamente per la declinazione dei numerali du - 'due' , abu - 'entrambi' (e la variante abudu - 'entrambi') e nella declinazione dei pronomi aš - 'io' (mudu - 'noi (due)') e tu - 'tu' (judu -'voi (due)').
L'indefinito indica che la stessa forma della parola può essere intesa come singolare o plurale a seconda sia della situazione sia delle altre parole nella frase. Ci sono solo poche parole che prendono il numero indefinito, il quale non possiede forme proprie. Queste parole sono i pronomi kas - 'chi? cosa?', kažkas - 'qualche' ed il pronome riflessivo savęs. Tutti hanno una declinazione singolare.
Le parole superplurali sono un piccolo gruppo di numerali e pronomi che indicano non oggetti separati ma un gruppo di cose.
- keleri - "molti (gruppi di)"
- abeji - "entrambi (gruppi di)"
- (vieneri - "un (gruppo di)")
- dveji - "due (gruppi di)"
- treji - "tre (gruppi di)"
- ketveri - "quattro (gruppi di)"
- penkeri - "cinque (gruppi di)"
- šešeri - "sei (gruppi di)"
- septyneri - "sette (gruppi di)"
- aštuoneri - "otto (gruppi di)"
- devyneri - "nove (gruppi di)"

Queste parole vengono usate inoltre con i pluralia tantum al posto dei normali numerali(keli, abu, du, trys e così via), nel cui caso non indicano il plurale dei gruppi, ma solo il plurale semantico o il singolare di questi tipo di parole.

## Casi
I casi in lituano sono polisemici. In una frase possono indicare il soggetto e l'oggetto, esprimere uno stato, descrivere una qualità e mostrare vari modificatori. Il sistema dei casi è ricco e complesso, con un totale di sette casi principali e alcune forme obsolete o dialettali. 
| Caso        | Caso        | Nome lituano            | Funzione                                       | Esempi                                                   |
| ----------- | ----------- | ----------------------- | ---------------------------------------------- | -------------------------------------------------------- |
| Nominativo  | Nominativo  | vardininkas             | soggetto                                       | vilkas (lupo), kalba (lingua)                            |
| Genitivo    | Genitivo    | kilmininkas             | complemento di specificazione, causa, tempo    | vilko (del lupo), kalbos (della lingua)                  |
| Dativo      | Dativo      | naudininkas             | complemento di termine, vantaggio e svantaggio | kalbai (alla lingua), mokytojui (al maestro)             |
| Accusativo  | Accusativo  | galininkas              | complemento oggetto                            | vilką (lupo), kalbą (lingua)                             |
| Strumentale | Strumentale | įnagininkas             | complemento di mezzo                           | rankomis (con le mani)                                   |
| Locativo    | Inessivo    | vietininkas             | complemento di stato in luogo                  | namè (in casa), vakarè (in serata)                       |
| Locativo    | Illativo    | iliatyvas, kryptininkas | complemento di moto a luogo                    | į káimą (verso il villaggio), į mišką (verso la foresta) |
| Locativo    | Allativo    | aliatyvas               | complemento di moto a luogo                    | namop (verso la casa), vakaróp (verso la sera)           |
| Locativo    | Adessivo    | adesyvas, gretininkas   | complemento di stato in luogo                  | namie (a casa), netoli (non lontano)                     |
| Vocativo    | Vocativo    | šauksmininkas           | complemento di vocazione                       | vilkà! (O lupo!), mokytojau! (O maestro!)                |

Ecco una panoramica dei casi lituani:
- Nominativo (vardininkas): Il nominativo è il caso del soggetto della frase. Indica chi o cosa compie l'azione del verbo. Ad esempio, nella frase Vilkas bėga ("Il lupo corre"), vilkas è al nominativo.
- Genitivo (kilmininkas): Il genitivo indica il possesso o la provenienza. In lituano, il genitivo ha anche una funzione simile a quella del caso ablativo in altre lingue, esprimendo la causa, la direzione e talvolta il tempo. Ad esempio, vilko ("del lupo") o kalbos ("della lingua").
- Dativo (naudininkas): Il dativo è usato per indicare il destinatario dell'azione o il beneficiario. In italiano, corrisponde a "a" o "per". Un esempio: Dovanoja draugui ("Dona all'amico").
- Accusativo (galininkas): L'accusativo indica il complemento oggetto, ossia la persona o cosa su cui ricade direttamente l'azione. Un esempio: Matau vilką ("Vedo il lupo").
- Strumentale (įnagininkas): Il caso strumentale esprime lo strumento o il mezzo con cui si compie un'azione. In lituano, può essere tradotto con preposizioni come "con" o "a" in italiano. Ad esempio: Rašyti pieštuku ("scrivere a matita").
- Casi locativi
- Vocativo (šauksmininkas): Il vocativo è il caso usato per chiamare o invocare qualcuno o qualcosa. In lituano, è usato in frasi come Oi, vilkai! ("Oh, lupo!").

### Casi locativi
Il lituano ha un sistema complesso di casi locativi, che esprimono la posizione, il movimento verso un luogo, o la condizione statica o temporale. I principali casi locativi includono:
- Inessivo (vietininkas): Indica la posizione statica in un luogo (stato in luogo), ovvero dove si trova qualcosa o qualcuno. È l'unico caso locativo di origine indoeuropea e viene utilizzato anche per esprimere significati temporali. Ad esempio, namè ("in casa") deriva dal sostantivo namas ("casa"), e vakarè ("in serata") deriva da vakaras ("sera").
- Illativo (iliatyvas, kryptininkas): Questo caso indica il movimento verso un luogo (moto a luogo), ma è usato con moderazione nel lituano standard, sopravvivendo soprattutto in espressioni legali o dialettali. Alcuni esempi includono į káimą ("verso il villaggio") e į mišką ("verso la foresta"). Nel plurale, le forme diventano į káimus e į miškùs.
- Allativo (aliatyvas): Oggi questo caso è obsoleto, ma un tempo indicava il movimento verso un luogo. Esiste solo in alcune espressioni idiomatiche, come namop ("verso la casa"), vakaróp ("verso la sera") o velnióp ("verso l'inferno").
- Adessivo (adesyvas, gretininkas): Sebbene estinto nella lingua moderna, il caso adessivo era utilizzato per indicare una posizione o condizione in relazione a un altro oggetto o luogo. Nella lingua standard, non è più in uso, ma sopravvive nelle espressioni avverbiali come namie ("a casa"), netoli ("non lontano"), toli ("lontano"), e arti ("vicino").

Gli ultimi tre casi locativi (illativo, allativo e adessivo) sono diventati casi che formano avverbi nella lingua moderna. Inoltre, l'inessivo è l'unico caso locativo di origine indoeuropea, mentre gli altri tre (illativo, allativo e adessivo) sono stati mutati e adottati dalle lingue uraliche.

## Sostantivi
La grammatica lituana distingue i nomi propri dai nomi comuni. Solo i nomi propri iniziano con la lettera maiuscola. Alcuni nomi, come saulė (sole) e mėnulis (luna) possono essere intesi come propri o come comuni a scelta.
Come in italiano si distingue un genere maschile da un genere femminile. Una regola molto approssimativa è che i nomi maschili hanno il nominativo in -s e quelli femminili in -(i)a o -ė. Non esistono regole che determinino il genere. Ad esempio, upė (fiume) è femminile ma upelis (fiumiciattolo) è maschile. Non esiste un genere neutro definito, ma ad alcune parole si possono applicare entrambi i generi indifferentemente. Queste parole generalmente descrivono persone, con connotazioni negative, e finiscono in -a, ad esempio vėpla - scemo, elgeta - straccione, naktibalda - insonne, ma mėmė - timidone.

### Numero
La maggior parte dei nomi hanno singolare e plurale. Il lituano possiede anche il duale, ma è ormai caduto praticamente in disuso ed utilizzato sporadicamente. Ci sono parole esclusivamente singolari (ad esempio, pienas - latte, auksas - oro, gripas - influenza, laimė - felicità) o solo plurali (ad esempio, lubos - soffitto, miltai - farina, kelnės - pantaloni). Molte di queste parole sono astratte (cioè rappresentanti concetti come "voglia" o "amore" o idee generali come "casa") o descrivono materiali o malattie. Comunque, in alcuni casi, come nella poesia, è possibile usare i nomi solo singolari anche nelle possibili forme plurali.

#### Cambiamenti dei sostantivi con i numerali
In lituano, come nelle lingue slave e diversamente da quelle romanze e germaniche, la forma di un sostantivo dipende dalla cifra finale del numero a cui si riferisce.
| Il numero finisce con | Forma                                               | Esempio           |
| --------------------- | --------------------------------------------------- | ----------------- |
| 1 (escluso 11)        | Singolare                                           | 31 litas          |
| 2–9 (escluso 12–19)   | Plurale                                             | 25 litai          |
| 0 o 11–19             | Caso speciale: Singolare + nome al genitivo plurale | 110 litų 111 litų |

Si noti: Plurale e Singolare senza indicazione del caso indicano che la parola può essere declinata, mentre Genitivo plurale indica che si declina solo il numero mentre il genitivo plurale rimane inalterato.

### Declinazione
I sostantivi in lituano hanno cinque declinazioni, che sono definiti dalla desinenza del nominativo e del genitivo singolare. È in corso un dibattito tra i linguisti lituani per cui le classiche regole di declinazione vengano riformate per adattarsi meglio alla realtà della declinazione.
Solo pochi prestiti, come taksi (taxi) o tabu (tabù), sono indeclinabili. Il caso locativo ha quattro forme: l'inessivo (la forma regolare e più comune, generalmente chiamata semplicemente locativo), l'illativo (per esempio, dvaran, dvaruosna, miškuosna; usato raramente), l'allativo (usato solo in poche espressioni idiomatiche come velniop, šuniop, galop, vakarop), l'adessivo (ad esempio, dvariep, dvaruosemp, namiep; storico o dialettale, estinto nel lituano moderno). Gli ultimi tre formano ormai solo avverbi.
| #   | Declinazione nei singoli casi | Declinazione nei singoli casi | Esempi                                          | Note                                                          |
| #   | Nominativo                    | Genitivo                      | Esempi                                          | Note                                                          |
| --- | ----------------------------- | ----------------------------- | ----------------------------------------------- | ------------------------------------------------------------- |
| I   | -as, -is, -ys                 | -(i)o                         | Vyras (uomo), medis (albero), traukinys (treno) | Nomi maschili                                                 |
| II  | -a, -i, -ė                    | -os, -ės                      | Varna (corvo), marti (nuora), varlė (rana)      | Con poche eccezioni, nomi femminili                           |
| III | -is                           | -ies                          | Avis (pecora), dantis (dente), pilis (castello) | Sia nomi maschili sia femminili, meno diffusa delle prime due |
| IV  | -us                           | -(i)aus                       | Sūnus (figlio), skaičius (cifra), medus (miele) | Arcaica, poche parole                                         |
| V   | -uo, -ė                       | -(en)s, -(er)s                | Vanduo (acqua), akmuo (pietra), duktė (figlia)  | Arcaica in via d'estinzione, poche parole                     |

### Prima declinazione
-as, -is, -ys (maschile)
|             | vaikas = bambino | vaikas = bambino | brolis = fratello | brolis = fratello | arklys = cavallo | arklys = cavallo |
|             | singolare        | plurale          | singolare         | plurale           | singolare        | plurale          |
| ----------- | ---------------- | ---------------- | ----------------- | ----------------- | ---------------- | ---------------- |
| Nominativo  | vaikas           | vaikai           | brolis            | broliai           | arklys           | arkliai          |
| Genitivo    | vaiko            | vaikų            | brolio            | brolių            | arklio           | arklių           |
| Dativo      | vaikui           | vaikams          | broliui           | broliams          | arkliui          | arkliams         |
| Accusativo  | vaiką            | vaikus           | brolį             | brolius           | arklį            | arklius          |
| Strumentale | vaiku            | vaikais          | broliu            | broliais          | arkliu           | arkliais         |
| Locativo    | vaike            | vaikuose         | brolyje           | broliuose         | arklyje          | arkliuose        |
| Vocativo    | vaike            | vaikai           | broli             | broliai           | arkly            | arkliai          |

(si noti che la -e nel vocativo si usa solo per i nomi comuni, i nomi propri prendono la desinenza -ai. Ad esempio: Jonas [nominativo] e Jonai! [vocativo])

### Seconda declinazione
-a, -ė, -ti (femminile)
|             | motina = madre | motina = madre | katė = gatto | katė = gatto | pati = moglie  | pati = moglie |
|             | singolare      | plurale        | singolare    | plurale      | singolare      | plurale       |
| ----------- | -------------- | -------------- | ------------ | ------------ | -------------- | ------------- |
| Nominativo  | motina         | motinos        | katė         | katės        | pati           | pačios        |
| Genitivo    | motinos        | motinų         | katės        | kačių        | pačios         | pačių         |
| Dativo      | motinai        | motinoms       | katei        | katėms       | pačiai         | pačioms       |
| Accusativo  | motiną         | motinas        | katę         | kates        | pačią          | pačias        |
| Strumentale | motina         | motinomis      | kate         | katėmis      | pačia          | pačiomis      |
| Locativo    | motinoje       | motinose       | katėje       | katėse       | pačioje        | pačiose       |
| Vocativo    | motina         | motinos        | kate         | katės        | pati (o pačia) | pačios        |

(pati è uno degli unici due nomi lituani che finiscono in -ti; l'altro è marti, che significa "nuora")

### Terza declinazione
-is (maschile/femminile)
|             | vagis = ladro (maschile) | vagis = ladro (maschile) | akis = occhio (femminile) | akis = occhio (femminile) |
|             | singolare                | plurale                  | singolare                 | plurale                   |
| ----------- | ------------------------ | ------------------------ | ------------------------- | ------------------------- |
| Nominativo  | vagis                    | vagys                    | akis                      | akys                      |
| Genitivo    | vagies                   | vagių                    | akies                     | akių                      |
| Dativo      | vagiui                   | vagims                   | akiai                     | akims                     |
| Accusativo  | vagį                     | vagis                    | akį                       | akis                      |
| Strumentale | vagimi                   | vagimis                  | akimi                     | akimis                    |
| Locativo    | vagyje                   | vagyse                   | akyje                     | akyse                     |
| Vocativo    | vagie                    | vagys                    | akie                      | akys                      |

(Si noti che ci sono solo poche differenze tra maschile e femminile, il dativo e lo strumentale singolare solamente)

### Quarta declinazione
-us, -ius (maschile)
|             | sūnus = figlio | sūnus = figlio | profesorius = professore | profesorius = professore |
|             | singolare      | plurale        | singolare                | plurale                  |
| ----------- | -------------- | -------------- | ------------------------ | ------------------------ |
| Nominativo  | sūnus          | sūnūs          | profesorius              | profesoriai              |
| Genitivo    | sūnaus         | sūnų           | profesoriaus             | profesorių               |
| Dativo      | sūnui          | sūnums         | profesoriui              | profesoriams             |
| Accusativo  | sūnų           | sūnus          | profesorių               | profesorius              |
| Strumentale | sūnumi         | sūnumis        | profesoriumi             | profesoriais             |
| Locativo    | sūnuje         | sūnuose        | profesoriuje             | profesoriuose            |
| Vocativo    | sūnau          | sūnūs          | profesoriau              | profesoriai              |

(si noti ancora la leggera differenza tra le due varianti di questa declinazione - al plurale il nominativo, il dativo, lo strumentale ed il vocativo sono differenti, avvicinandosi alle forme della prima declinazione)

### Quinta declinazione
-uo (maschile)
Ci sono anche due nomi femminili: sesuo (sorella) e duktė (figlia).
|             | vanduo = acqua | vanduo = acqua | sesuo = sorella    | sesuo = sorella      |
|             | singolare      | plurale        | singolare          | plurale              |
| ----------- | -------------- | -------------- | ------------------ | -------------------- |
| Nominativo  | vanduo         | vandenys       | sesuo/duktė        | seserys/dukterys     |
| Genitivo    | vandens        | vandenų        | sesers/dukters     | seserų/dukterų       |
| Dativo      | vandeniui      | vandenims      | seseriai/dukteriai | seserims/dukterims   |
| Accusativo  | vandenį        | vandenis       | seserį/dukterį     | seseris/dukteris     |
| Strumentale | vandeniu       | vandenimis     | seseria/dukteria   | seserimis/dukterimis |
| Locativo    | vandenyje      | vandenyse      | seseryje/dukteryje | seseryse/dukteryse   |
| Vocativo    | vandenie       | vandenys       | seserie/dukterie   | seserys/dukterys     |

## Aggettivi

### Declinazione
In lituano gli aggettivi si dividono in 3 classi, determinate dalle desinenze del nominativo singolare e plurale. È stato proposto di riformulare le 3 classi in 4 nuove classi, due maschili e due femminili. 
| Classe | Nominativo singolare | Nominativo singolare | Nominativo plurale | Nominativo plurale | Esempi                                                   |
| Classe | Maschile             | Femminile            | Maschile           | Femminile          | Esempi                                                   |
| ------ | -------------------- | -------------------- | ------------------ | ------------------ | -------------------------------------------------------- |
| I      | -(i)as               | -(i)a                | -i                 | -os                | šaltas, šalta (freddo), šlapias, šlapia (bagnato)        |
| II     | -us                  | -i                   | -ūs                | -ios               | švarus, švari (pulito), malonus, maloni (piacevole)      |
| III    | -is                  | -ė                   | -iai               | -ės                | varinis, varinė (di rame), laukinis, laukinė (selvaggio) |
| III    | -is                  | -ė                   | -i                 | -ės                | didelis, didelė (grande)                                 |

Gli aggettivi hanno due numeri, singolare e plurale, e due generi, maschile e femminile, anche se possiedono una forma indeclinabile di neutro. Gli aggettivi si accordano con il proprio sostantivo in numero, genere e caso.
|             | geras = buono | geras = buono | geras = buono | geras = buono |
|             | maschile      | maschile      | femminile     | femminile     |
|             | singolare     | plurale       | singolare     | plurale       |
| ----------- | ------------- | ------------- | ------------- | ------------- |
| Nominativo  | geras         | geri          | gera          | geros         |
| Genitivo    | gero          | gerų          | geros         | gerų          |
| Dativo      | geram         | geriems       | gerai         | geroms        |
| Accusativo  | gerą          | gerus         | gerą          | geras         |
| Strumentale | geru          | gerais        | gera          | geromis       |
| Locativo    | gerame        | geruose       | geroje        | gerose        |

|             | gražus = bello | gražus = bello | gražus = bello | gražus = bello |
|             | maschile       | maschile       | femminile      | femminile      |
|             | singolare      | plurale        | singolare      | plurale        |
| ----------- | -------------- | -------------- | -------------- | -------------- |
| Nominativo  | gražus         | gražūs         | graži          | gražios        |
| Genitivo    | gražaus        | gražių         | gražios        | gražių         |
| Dativo      | gražiam        | gražiems       | gražiai        | gražioms       |
| Accusativo  | gražų          | gražius        | gražią         | gražias        |
| Strumentale | gražiu         | gražiais       | gražia         | gražiomis      |
| Locativo    | gražiame       | gražiuose      | gražioje       | gražiose       |

|             | vidutinis = medio | vidutinis = medio | vidutinis = medio | vidutinis = medio |
|             | maschile          | maschile          | femminile         | femminile         |
|             | singolare         | plurale           | singolare         | plurale           |
| ----------- | ----------------- | ----------------- | ----------------- | ----------------- |
| Nominativo  | vidutinis         | vidutiniai        | vidutinė          | vidutinės         |
| Genitivo    | vidutinio         | vidutinių         | vidutinės         | vidutinių         |
| Dativo      | vidutiniam        | vidutiniams       | vidutinei         | vidutinėms        |
| Accusativo  | vidutinį          | vidutinius        | vidutinę          | vidutines         |
| Strumentale | vidutiniu         | vidutiniais       | vidutine          | vidutinėmis       |
| Locativo    | vidutiniame       | vidutiniuose      | vidutinėje        | vidutinėse        |

Per esempio, gatvė (strada) e kelias (via) sono legati a tiesus (dritto):
- Tiesi gatvė vs. tiesios gatvės (singolare vs. plurale)
- Tiesi gatvė vs. tiesus kelias (femminile vs. maschile)
- Tiesi gatvė vs. tiesią gatvę (nominativo vs. accusativo)

Ciò non si applica nel caso del neutro, perché i sostantivi non hanno tale genere. Questi aggettivi vengono usati per descrivere una caratteristica staccata da un oggetto, o un concetto. Ad esempio, rūsyje buvo vėsu - era freddo in cantina; gera tave matyti - è bello vederti. Gli aggettivi che terminano in -is non hanno il neutro. La maggior parte delle volte gli aggettivi neutri sono scritti come aggettivi femminili. Ad ogni modo il neutro si distingue per la diversa accentazione. Inoltre il neutro non declina, non ha forme diverse a seconda di caso e numero, e viene usato generalmente in ruolo predicativo.

### Comparazione
Il lituano presenta cinque diversi gradi di comparazione. I tre principali corrispondono agli stessi dell'italiano. Si noti che non ci sono aggettivi irregolari e tutti gli aggettivi hanno gli stessi suffissi. Anche con queste desinenze l'aggettivo si deve accordare con il nome in caso, genere e numero. Il comparativo del neutro è identico al comparativo del normale aggettivo. 
| Lingua   | Genere    | positivo | comparativo      | comparativo | superlativo  | superlativo              |
| -------- | --------- | -------- | ---------------- | ----------- | ------------ | ------------------------ |
| Lituano  | Maschile  | Geras    | Gerėlesnis       | Geresnis    | Geriausias   | Pats/visų geriausias     |
| Lituano  | Femminile | Gera     | Gerėlesnė        | Geresnė     | Geriausia    | Pati/visų geriausia      |
| Lituano  | Neutro    | Gera     | Gerėliau         | Geriau      | Geriausia    | Visų geriausia           |
| Italiano |           | Buono    | Un poco migliore | Migliore    | Il migliore  | Il migliore in assoluto  |
| Lituano  | Maschile  | Gražus   | Gražėlesnis      | Gražesnis   | Gražiausias  | Pats/visų gražiausias    |
| Lituano  | Femminile | Graži    | Gražėlesnė       | Gražesnė    | Gražiausia   | Pati/visų gražiausia     |
| Lituano  | Neutro    | Gražu    | Gražėliau        | Gražiau     | Gražiausia   | Visų gražiausia          |
| Italiano |           | Bello    | Un po' più bello | Più bello   | Il più bello | Il più bello in assoluto |

### Forma determinata
Gli aggettivi hanno una forma determinata, formata dall'unione dell'aggettivo con i pronomi di terza persona. Questa forma riveste un ruolo di determinare il sostantivo e l'aggettivo, come se avesse un articolo determinativo, ad esempio: mažas šuo - (un) piccolo cane / mažasis šuo - il piccolo cane.
|             | geras = buono | geras = buono | geras = buono | geras = buono |
|             | maschile      | maschile      | femminile     | femminile     |
|             | singolare     | plurale       | singolare     | plurale       |
| ----------- | ------------- | ------------- | ------------- | ------------- |
| Nominativo  | gerasis       | gerieji       | geroji        | gerosios      |
| Genitivo    | gerojo        | gerųjų        | gerosios      | gerųjų        |
| Dativo      | gerajam       | geriesiems    | gerajai       | gerosioms     |
| Accusativo  | gerąjį        | geruosius     | gerąją        | gerąsias      |
| Strumentale | geruoju       | geraisiais    | geraja        | gerosiomis    |
| Locativo    | gerajame      | gerosiuose    | gerojoje      | gerosiose     |

## Pronomi

### Pronomi personali
I pronomi personali aš (io), tu (tu) jis (egli), ji (essa) si declinano nel seguente modo:
|           |            |            | Nominativo    | Genitivo | Dativo   | Accusativo | Strumentale | Locativo  |
| --------- | ---------- | ---------- | ------------- | -------- | -------- | ---------- | ----------- | --------- |
| Singolare | 1° persona | 1° persona | aš            | manęs    | man      | mane       | manimi      | manyje    |
| Singolare | 2° persona | 2° persona | tu            | tavęs    | tau      | tave       | tavimi      | tavyje    |
| Singolare | 3° persona | Maschile   | jis           | jo       | jam      | jį         | juo         | jame      |
| Singolare | 3° persona | Femminile  | ji            | jos      | jai      | ją         | ja          | joje      |
| Duale     | 1° persona | Maschile   | mudu          | mudviejų | mudviem  | mudu       | mudviem     | mudviese  |
| Duale     | 1° persona | Femminile  | mudvi         | mudviejų | mudviem  | mudvi      | mudviem     | mudviese  |
| Duale     | 2° persona | Maschile   | judu          | judviejų | judviem  | judu       | judviem     | judviese  |
| Duale     | 2° persona | Femminile  | judvi         | judviejų | judviem  | judvi      | judviem     | judviese  |
| Duale     | 3° persona | Maschile   | juodu o jiedu | jųdviejų | jiedviem | juodu      | jiemdviem   | juodviese |
| Duale     | 3° persona | Femminile  | jiedvi        | jųdviejų | jodviem  | jiedvi     | jodviem     | jiedviese |
| Plurale   | 1° persona | 1° persona | mes           | mūsų     | mums     | mus        | mumis       | mumyse    |
| Plurale   | 2° persona | 2° persona | jūs           | jūsų     | jums     | jus        | jumis       | jumyse    |
| Plurale   | 3° persona | Maschile   | jie           | jų       | jiems    | juos       | jais        | juose     |
| Plurale   | 3° persona | Femminile  | jos           | jų       | joms     | jas        | jomis       | jose      |

Si noti che la tabella contiene solo il genitivo proprio dei pronomi aš e tu. I genitivi possessivi di queste parole sono rispettivamente mano e tavo. Si compari jis manęs laukia - 'mi aspetta' e  mano draugas - 'il mio amico', ma in jis mūsų laukia - 'ci aspetta' e  mūsų draugas - 'il nostro amico' entrambi i genitivi coincidono nella forma.

### Pronome riflessivo
Il pronome riflessivo savęs si declina come il pronome personale tu (savęs - sau - save - savimi - savyje), ma non possiede né la forma nominativa né le forme plurali.

### Pronomi dimostrativi
- Tas: questo, quello, suddetto (indicazione generica, rimanda in genere a cosa/persona precedentemente nominata):

|             | tas = quello, questo | tas = quello, questo | tas = quello, questo | tas = quello, questo |
|             | maschile             | maschile             | femminile            | femminile            |
|             | singolare            | plurale              | singolare            | plurale              |
| ----------- | -------------------- | -------------------- | -------------------- | -------------------- |
| Nominativo  | tas                  | tie                  | ta                   | tos                  |
| Genitivo    | to                   | tų                   | tos                  | tų                   |
| Dativo      | tam                  | tiems                | tai                  | toms                 |
| Accusativo  | tą                   | tuos                 | tą                   | tas                  |
| Strumentale | tuo                  | tais                 | ta                   | tomis                |
| Locativo    | tame                 | tuose                | toje                 | tose                 |

- Šitas: questo, questo qui (si declina come tas)
- Anas: quello, quello lì (si declina come tas)
- Toks: tale:

|             | toks = tale | toks = tale | toks = tale | toks = tale |
|             | maschile    | maschile    | femminile   | femminile   |
|             | singolare   | plurale     | singolare   | plurale     |
| ----------- | ----------- | ----------- | ----------- | ----------- |
| Nominativo  | toks        | tokie       | tokia       | tokos       |
| Genitivo    | tokio       | tokių       | tokios      | tokių       |
| Dativo      | tokiam      | tokiems     | tokiai      | tokioms     |
| Accusativo  | tokį        | tokius      | tokią       | tokias      |
| Strumentale | tokiu       | tokiais     | tokia       | tokiomis    |
| Locativo    | tokiame     | tokiuose    | tokioje     | tokiose     |

### Pronomi interrogativi
- Kas: chi, che cosa? (esiste una forma unica sia per indicare persone e oggetti inanimati, la declinazione differisce solo nel genitivo):

|             | kas = chi/che cosa? | kas = chi/che cosa? |
|             | Che cosa?           | Chi?                |
| ----------- | ------------------- | ------------------- |
| Nominativo  | kas                 | kas                 |
| Genitivo    | ko                  | kieno               |
| Dativo      | kam                 | kam                 |
| Accusativo  | ką                  | ką                  |
| Strumentale | kuo                 | kuo                 |
| Locativo    | kame                | kame                |

- Kuris: quale:

|             | kuris = quale | kuris = quale | kuris = quale | kuris = quale |
|             | maschile      | maschile      | femminile     | femminile     |
|             | singolare     | plurale       | singolare     | plurale       |
| ----------- | ------------- | ------------- | ------------- | ------------- |
| Nominativo  | kuris         | kurie         | kuri          | kurios        |
| Genitivo    | kurio         | kurių         | kurios        | kurių         |
| Dativo      | kuriam        | kuriems       | kuriai        | kurioms       |
| Accusativo  | kurį          | kurius        | kurią         | kurias        |
| Strumentale | kuriuo        | kuriais       | kuria         | kuriomis      |
| Locativo    | kuriame       | kuriuose      | kurioje       | kuriose       |

- Katras: quale dei due? (si declina come tas)
- Koks: quale?, che tipo di? (si declina come toks)
- Keli: quanto, quanti?

|             | keli = quanti? |
| ----------- | -------------- |
| Nominativo  | keli           |
| Genitivo    | kelių          |
| Dativo      | keliems        |
| Accusativo  | kelis          |
| Strumentale | keliais        |
| Locativo    | keliuose       |

### Pronomi/aggettivi possessivi
In genere sia al posto dei pronomi sia al posto degli aggettivi possessivi italiani si utilizza la forma genitiva dei pronomi personali, che rimane invariata rispetto al sostantivo a cui si lega:
| Aggettivo/pronome | Pronome |
| ----------------- | ------- |
| Mio               | mano    |
| Tuo               | tavo    |
| Suo (di lui)      | jo      |
| Suo (di lei)      | jos     |
| Nostro            | mūsų    |
| Vostro            | jūsų    |
| Loro              | jų      |

Se il possessore coincide con il soggetto della frase, allora viene utilizzato la forma genitiva del pronome riflessivo (savo), per tutte le persone. Es. aš matau savo brolį 'io vedo mio fratello', tu matai savo brolį 'tu vedi tuo fratello', jis mato savo brolį 'egli vede suo (proprio) fratello, mes matome savo brolį 'noi vediamo nostro fratello, ecc.. Una frase come jis mato jo brolį 'egli vede suo fratello', indica che è il fratello di un'altra persona.

## Verbi
I verbi lituani si coniugano secondo tre coniugazioni.
- La prima coniugazione, la più comune, raccoglie tutti i verbi il cui infinito termina in -ati, -oti, -auti, -uoti o una consonante seguita da -ti (es. dirbti). Questa coniugazione presenta il maggior numero di irregolarità. Vi appartengono anche:
  - i verbi con infinito in -ėti e la cui terza persona presente finisce in -ėja (come didėti / didėja / didėjo 'aumento');
  - i verbi con infinito in -yti e la cui terza persona presente finisce in -ija (come rūdyti / rūdija / rūdijo 'arrugginire').
- La seconda coniugazione raccoglie i verbi il cui infinito termina in -ėti e la cui terza persona presente non finisce in -ėja. Ci sono raramente verbi irregolari.
- La terza coniugazione raccoglie i verbi il cui infinito termina in -yti e la cui terza persona presente non finisce in -ija.

### Presente
È il tempo base del lituano che descrive azioni compiute nel presente, o in corso, o anche azioni senza un tempo definito.
|      | dirbti = lavorare | norėti = volere | skaityti = leggere |
| ---- | ----------------- | --------------- | ------------------ |
| Io   | dirbu             | noriu           | skaitau            |
| Tu   | dirbi             | nori            | skaitai            |
| Egli | dirba             | nori            | skaito             |
| Noi  | dirbame           | norime          | skaitome           |
| Voi  | dirbate           | norite          | skaitote           |
| Essi | dirba             | nori            | skaito             |

Es. dirbu = 'Lavoro', (tu) nori = 'Vuoi', skaitome = 'Leggiamo'

### Preterito
Questo tempo descrive un'azione svolta nel passato. Può avere due valori, o di un'azione di cui se ne descrive lo svolgimento (per cui si traduce con l'imperfetto italiano), o di un'azione conclusa (e allora si traduce con il passato prossimo o con il passato remoto). Per quest'ultimo valore è in genere accompagnato da un prefisso, che molto spesso è pa-. Es. sakėme - dicevamo / pasakėme - abbiamo detto/dicemmo. L'aggiunta del prefisso viene considerato come la formazione di un aspetto perfettivo del verbo.
|      | dirbti = lavorare | norėti = volere | skaityti = leggere |
| ---- | ----------------- | --------------- | ------------------ |
| Io   | dirbau            | norėjau         | skaičiau           |
| Tu   | dirbai            | norėjai         | skaitei            |
| Egli | dirbo             | norėjo          | skaitė             |
| Noi  | dirbome           | norėjome        | skaitėme           |
| Voi  | dirbote           | norėjote        | skaitėte           |
| Essi | dirbo             | norėjo          | skaitė             |

Es. dirbau = 'lavoravo', norėjai = 'volevi', skaitėme = 'leggevamo'

### Preterito iterativo
Esprime un'azione passata ripetuta più volte. Si traduce generalmente con la forma essere solito + infinito o più liberamente con l'imperfetto + di solito, sempre, ecc. La formazione è semplice:
- Rimuovere la desinenza dell'infinito -ti.
- Aggiungere il suffisso -dav- alla radice.
- Aggiungere le desinenze del preterito della prima coniugazione.

|      | dirbti = lavorare | norėti = volere | skaityti = leggere |
| ---- | ----------------- | --------------- | ------------------ |
| Io   | dirbdavau         | norėdavau       | skaitydavau        |
| Tu   | dirbdavai         | norėdavai       | skaitydavai        |
| Egli | dirbdavo          | norėdavo        | skaitydavo         |
| Noi  | dirbdavome        | norėdavome      | skaitydavome       |
| Voi  | dirbdavote        | norėdavote      | skaitydavote       |
| Essi | dirbdavo          | norėdavo        | skaitydavo         |

es. dirbdavau = 'lavoravo', norėdavai = 'ero solito volere', skaitydavo = 'di solito leggevamo'

### Futuro
Questo tempo descrive azioni che accadranno in futuro. La formazione è la seguente:
- Rimuovere la desinenza -ti dell'infinito.
- Aggiungere il suffisso del futuro -s-. Si noti che se la radice verbale termina in ...š o ...ž, -s- viene assimilata in š senza la s finale (la radice vež-, da vežti 'portare, trasportare', dà il futuro vešiu, veši, veš, ecc.).
- Aggiungere le desinenze appropriate.

|      | dirbti = lavorare | norėti = volere | skaityti = leggere |
| ---- | ----------------- | --------------- | ------------------ |
| Io   | dirbsiu           | norėsiu         | skaitysiu          |
| Tu   | dirbsi            | norėsi          | skaitysi           |
| Egli | dirbs             | norės           | skaitys            |
| Noi  | dirbsime          | norėsime        | skaitysime         |
| Voi  | dirbsite          | norėsite        | skaitysite         |
| Essi | dirbs             | norės           | skaitys            |

Es. dirbsiu = 'lavorerò', norėsi = 'vorrai', skaitysime = 'leggeremo'

### Perfetto
Questo tempo esprime un'azione passata generalmente completata, si traduce di solito con il passato prossimo o con il passato remoto in italiano: Si forma usando le forme del presente del verbo būti, 'essere', + il participio preterito accordato in genere e numero col soggetto.
|      | dirbti = lavorare     | norėti = volere         | skaityti = leggere       |
| ---- | --------------------- | ----------------------- | ------------------------ |
| Io   | esu dirbęs/dirbusi    | esu norėjęs/norėjusi    | esu skaitęs/skaičiusi    |
| Tu   | esi dirbęs/dirbusi    | esi norėjęs/norėjusi    | esi skaitęs/skaičiusi    |
| Egli | yra dirbęs/dirbusi    | yra norėjęs/norėjusi    | yra skaitęs/skaičiusi    |
| Noi  | esame dirbę/dirbusios | esame norėję/norėjusios | esame skaitę/skaičiusios |
| Voi  | esate dirbę/dirbusios | esate norėję/norėjusios | esate skaitę/skaičiusios |
| Essi | yra dirbę/dirbusios   | yra norėję/norėjusios   | yra skaitę/skaičiusios   |

Es. esu dirbęs = 'ho lavorato', esi norėjęs = 'hai voluto', esame skaitę = 'abbiamo letto'

### Piuccheperfetto
Questo tempo esprime un'azione passata in rapporto ad un'altra azione passata, e perciò si traduce con il trapassato prossimo italiano, che svolge lo stesso ruolo: Si forma usando le forme del preterito del verbo būti, 'essere', + il participio preterito accordato in genere e numero col soggetto.
|      | dirbti = lavorare      | norėti = volere          | skaityti = leggere        |
| ---- | ---------------------- | ------------------------ | ------------------------- |
| Io   | buvau dirbęs/dirbusi   | buvau norėjęs/norėjusi   | buvau skaitęs/skaičiusi   |
| Tu   | buvai dirbęs/dirbusi   | buvai norėjęs/norėjusi   | buvai skaitęs/skaičiusi   |
| Egli | buvo dirbęs/dirbusi    | buvo norėjęs/norėjusi    | buvo skaitęs/skaičiusi    |
| Noi  | buvome dirbę/dirbusios | buvome norėję/norėjusios | buvome skaitę/skaičiusios |
| Voi  | buvote dirbę/dirbusios | buvote norėję/norėjusios | buvote skaitę/skaičiusios |
| Essi | buvo dirbę/dirbusios   | buvo norėję/norėjusios   | buvo skaitę/skaičiusios   |

Es. buvau dirbęs = 'avevo lavorato', buvai norėjęs = 'avevi voluto', buvome skaitę = 'avevamo letto'

### Futuro anteriore
Questo tempo esprime un'azione precedente un'azione futura, e perciò si traduce con il futuro anteriore italiano, che svolge lo stesso ruolo: Si forma usando le forme del futuro del verbo būti, 'essere', + il participio preterito accordato in genere e numero col soggetto.
|      | dirbti = lavorare      | norėti = volere          | skaityti = leggere        |
| ---- | ---------------------- | ------------------------ | ------------------------- |
| Io   | būsiu dirbęs/dirbusi   | būsiu norėjęs/norėjusi   | būsiu skaitęs/skaičiusi   |
| Tu   | būsi dirbęs/dirbusi    | būsi norėjęs/norėjusi    | būsi skaitęs/skaičiusi    |
| Egli | bus dirbęs/dirbusi     | bus norėjęs/norėjusi     | bus skaitęs/skaičiusi     |
| Noi  | būsime dirbę/dirbusios | būsime norėję/norėjusios | būsime skaitę/skaičiusios |
| Voi  | būsite dirbę/dirbusios | būsite norėję/norėjusios | būsite skaitę/skaičiusios |
| Essi | bus dirbę/dirbusios    | bus norėję/norėjusios    | bus skaitę/skaičiusios    |

Es. busiu dirbęs = 'avrò lavorato', busi norėjęs = 'avrai voluto', busime skaitę = 'avremo letto'

### Congiuntivo presente
Si usa principalmente nel periodo ipotetico, sia al posto del congiuntivo italiano sia al posto del condizionale, es: jei galėčiau, taī daryčiau, 'se potessi, lo farei'. Si costruisce togliendo la desinenza -ti dall'infinito e aggiungendo le seguenti desinenze.
|      | dirbti = lavorare | norėti = volere | skaityti = leggere |
| ---- | ----------------- | --------------- | ------------------ |
| Io   | dirbčiau          | norėčiau        | skaityčiau         |
| Tu   | dirbtum           | norėtum         | skaitytum          |
| Egli | dirbtų            | norėtų          | skaitytų           |
| Noi  | dirbtume          | norėtume        | skaitytume         |
| Voi  | dirbtute          | norėtute        | skaitytute         |
| Essi | dirbtų            | norėtų          | skaitytų           |

Es. dirbčiau = 'che io lavori', (tu) norėtum = 'che tu voglia', skaitytume = 'che noi leggiamo'

### Congiuntivo perfetto
Questo tempo esprime un'azione passata del congiuntivo e come il presente si usa principalmente al periodo ipotetico. Si forma usando le forme del congiuntivo presente del verbo būti, 'essere', + il participio preterito accordato in genere e numero col soggetto.
|      | dirbti = lavorare      | norėti = volere          | skaityti = leggere        |
| ---- | ---------------------- | ------------------------ | ------------------------- |
| Io   | būčiau dirbęs/dirbusi  | būčiau norėjęs/norėjusi  | būčiau skaitęs/skaičiusi  |
| Tu   | būtum dirbęs/dirbusi   | būtum norėjęs/norėjusi   | būtum skaitęs/skaičiusi   |
| Egli | būtų dirbęs/dirbusi    | būtų norėjęs/norėjusi    | būtų skaitęs/skaičiusi    |
| Noi  | būtume dirbę/dirbusios | būtume norėję/norėjusios | būtume skaitę/skaičiusios |
| Voi  | būtute dirbę/dirbusios | būtute norėję/norėjusios | būtute skaitę/skaičiusios |
| Essi | būtų dirbę/dirbusios   | būtų norėję/norėjusios   | būtų skaitę/skaičiusios   |

Es. būčiau dirbęs = 'che io avessi lavorato', būtum norėjęs = 'che tu avessi voluto', būtume skaitę = 'che avessimo letto'

### Imperativo
Questo tempo descrive un ordine o un comando. La formazione è la seguente:
- Rimuovere la desinenza -ti dell'infinito.
- Aggiungere il suffisso dell'infinito -k-. Si noti che se la radice verbale termina in ...k o ...g, -s- viene assimilata in k (la radice bėg-, da bėgti 'portare, trasportare', dà l'imperativo bėk, bėkime, bėkite, ecc.).
- Aggiungere le desinenze appropriate.

|     | dirbti = lavorare | norėti = volere | skaityti = leggere |
| --- | ----------------- | --------------- | ------------------ |
| Tu  | dirbk             | norėk           | skaityk            |
| Noi | dirbkime          | norėkime        | skaitykime         |
| Voi | dirbkite          | norėkite        | skaitykite         |

Es. dirbk! = 'lavora!, norėkime = 'vogliamo!', skaitykite = 'leggete!'

### Participi
Il lituano conserva un ricco sistema participiale, tredici participi in totale. L'italiano, in confronto ne mantiene solo due: il participio presente ("mangiante") ed il participio passato ("mangiato").
I participi lituani sono i seguenti, di cui se ne dà, quando possibile, il nominativo singolare maschile e femminile:
1. Presente attivo - valgąs/valganti ("che mangia (= mangiante)")
2. Preterito attivo - valgęs/valgiusi ("che ha mangiato")
3. Preterito iterativo attivo - valgydavęs/valgydavusi ("che mangiava (di solito)")
4. Futuro attivo - valgysiąs/valgysianti ("che mangerà")
5. Presente passivo - valgomas/valgoma ("che viene mangiato")
6. Preterito passivo - valgytas/valgyta ("che è stato mangiato (= mangiato)")
7. Futuro passivo - valgysimas/valgysima ("che verrà mangiato")
8. Gerundio presente - valgant ("mangiando")
9. Gerundio preterito - valgius ("avendo mangiato")
10. Gerundio preterito iterativo - valgydavus ("avendo (di solito) mangiato")
11. Gerundio futuro - valgysiant ("mentre mangerà")
12. Semiparticipio - valgydamas/valgydama ("mangiando (azione concomitante)")
13. Di necessità - valgytinas/valgytina ("che dev'essere mangiato")

#### Declinazione
I participi avverbiali (8-11) non vengono declinati. Alcuni participi hanno una declinazione regolare: il participio presente passivo (5), il participio preterito passivo (6), il participio futuro passivo (7), il semiparticipio (12) ed il participio di necessità (13), si declinano come un normale aggettivo della prima classe.
Il participio presente attivo (1) presenta una coniugazione propria:
|             | valgąs      | valgąs       | valgąs      | valgąs       |
|             | maschile    | maschile     | femminile   | femminile    |
|             | singolare   | plurale      | singolare   | plurale      |
| ----------- | ----------- | ------------ | ----------- | ------------ |
| Nominativo  | valgąs      | valgantys    | valganti    | valgančios   |
| Genitivo    | valgančio   | valgančių    | valgančios  | valgančių    |
| Dativo      | valgančiam  | valgantiems  | valgančiai  | valgančioms  |
| Accusativo  | valgantį    | valgančius   | valgančią   | valgančias   |
| Strumentale | valgančiu   | valgančiais  | valgančia   | valgančiomis |
| Locativo    | valgančiame | valgančiuose | valgančioje | valgančiose  |

Allo stesso modo si declina il participio futuro attivo (4).
Anche il participio preterito attivo (2) ha una propria declinazione:
|             | valgęs      | valgęs       | valgęs      | valgęs       |
|             | maschile    | maschile     | femminile   | femminile    |
|             | singolare   | plurale      | singolare   | plurale      |
| ----------- | ----------- | ------------ | ----------- | ------------ |
| Nominativo  | valgęs      | valgę        | valgiusi    | valgiusios   |
| Genitivo    | valgiusio   | valgiusių    | valgiusios  | valgiusių    |
| Dativo      | valgiusiam  | valgiusiems  | valgiusiai  | valgiusioms  |
| Accusativo  | valgiusį    | valgiusius   | valgiusią   | valgiusias   |
| Strumentale | valgiusiu   | valgiusiais  | valgiusia   | valgiusiomis |
| Locativo    | valgiusiame | valgiusiuose | valgiusioje | valgiusiose  |

Allo stesso modo si declina il participio preterito iterativo (3).

### Prefissi verbali
I prefissi vengono aggiunti ai verbi per formarne altri che hanno una sfumatura diversa dal significato originario del verbo. Il verbo formato ed il verbo originali vengono considerati parole differenti, e prendono diverse posizioni nei vocabolari, anche se il loro significato differisce di poco, dimostrando somiglianze anche nella coniugazione (lo stesso accade in italiano, si pensi ad esempio a scrivere → iscrivere, prescrivere, anche se non ha più la stessa valenza e produttività come in lituano). I prefissi hanno un senso molto ristretto, e così restringono il significato del verbo originali in una precisa direzione di senso. Inoltre i verbi spesso prendono il senso di azione perfettiva con il prefisso aggiunto. In questo modo un prefisso è un buon indicatore di verbi perfettivi, ma l'aspetto perfettivo non dipende solo dai prefissi. Infatti alcuni verbi non prefissati possono essere usati come perfettivi, così come alcuni verbi prefissati possono essere interpretati come imperfettivi.
- ap- intorno, direzione circolare (direzione, perfettivo)
  - api- variante di ap- prima di b o p
- at- da, provenienza (direzione; luogo, perfettivo)
  - ati- variante di at- prima di d o t
- į- in (direzione, perfettivo), capacità di (imperfettivo)
- iš- fuori (direzione, sometimes perfective)
- nu- via, allontanamento (direzione), dal momento d'inizio (azione con qualche direzione, perfective)
- pa- un po' (tempo o quantità, imperfettivo), fino alla fine (per singole azioni, vd. su-, tempo o quantità, perfettivo), sotto (direzione, perfettivo)
- par- simile all'italiano ri/re- (ripetizione; perfettivo)
- per- attraverso (luogo, perfettivo), completamento (perfettivo)
- pra- per, verso (direzione, perfettivo), inizio (tempo, raramente perfettivo)
- pri- sopra, verso (direzione o luogo, perfettivo), verso il luogo (dell'azione) (luogo, perfettivo), molto (quantità, a volte perfettivo)
- su- proveniente da qualche parte (direzione), con-, insieme (luogo, perfettivo), fino a compimento (tempo, perfettivo), completamente (azione dilungata o complessa, perfettivo)
- už- dietro (direzione, perfettivo), in (per un periodo limitato di tempo) (direzione e tempo, perfettivo), improvvisamente, inaspettatamente (tempo, perfettivo)
- už- su, sopra (direzione o luogo), completamente (breve azione)

Alcune regole sono utili riguardo ai prefissi verbali:
- ne- e be- formalmente sono anch'essi prefissi verbali. Ma questi rimangono al di fuori di quelli sopra elencati, poiché danno forme diverse dello stesso verbo, invece di formarne uno nuovo. Ne- è un prefisso che forma il negativo di un verbo, ma be- indica che l'azione di un verbo può essere interrotta. Sia ne- che be- vengono usati prima di altri prefissi verbali. Inoltre ne- precede be- formando un prefisso unico nebe-. be- viene usato soprattutto nei participi, gerundi o semiparticipi, per indicare che la sincronizzazione dell'azione principale di una frase con l'azione del participio non è molto stretta.
- Un verbo non può avere più di un participio se non si contano i prefissi ne-, be- o nebe-. Pochissime parole costituiscono un'eccezione.
- Il suffisso indicatore del riflessivo -si si pone tra il prefisso e la radice se il verbo è prefissato, es:

nešasi ma nusineša,  atsineša
laikytis ma susilaikyti, pasilaikyti
teirautis ma pasiteirauti
- La stessa regola si applica quando si aggiunge ne-, be-, o nebe-:

nešasi ma nesineša, nebesineša, o anche nenusineša, neatsineša
laikytis, ma nesilaikyti, o anche nesusilaikyti, nepasilaikyti
teirautis ma nesiteirauti, o anche nepasiteirauti

## Sintassi

### Ordine delle parole
Il lituano è una lingua principalmente SVO (Soggetto-Verbo-Oggetto):
Complementi (temporali, locativi, causali) + Soggetto +  Complementi (altri) + Verbo + Oggetto + Infiniti + altre parti.
Comunque l'ordine delle parole non è solo un fatto d'intonazione. Ordini di parole diversi hanno spesso differenti significati in lituano. Ci sono inoltre alcune regole ed alcune modi diversi di usare l'ordine delle parole. Ad esempio, una parola che fornisce una nuova informazione (il rema o commento) ha la tendenza ad essere posposto ad altre parole, ma non sempre alla fine della frase. Gli aggettivi tendono a precedere il nome, come in inglese. Se si segue l'ordine principale delle parole, all'inizio della frase si tende a mettere un complemento di tempo, di luogo o di causa, mentre i complementi di altro tipo vanno direttamente prima del verbo e del suo oggetto.
L'ordine delle parole in lituano può essere descritto anche in termini di tema e rema. Da questo punto di vista, la struttura della frase è la seguente:
Complementi o proposizioni iniziali + Tema + Complementi o proposizioni di mezzo
+ Rema + Complementi o proposizioni finali
I complementi o le preposizioni di mezzo sono le parti più significative, anche più del tema o del rema, ma i complementi e le preposizioni iniziali e finali sono le meno significative e secondarie. I complementi di luogo, causa e tempo sono tipicamente parte dei complementi iniziali, mentre altri complementi fanno parte del gruppo finale. Se un complemento è più significante all'interno di una frase, allora andrà a finire nel gruppo di mezzo, o usato come tema o come rema. In genere il soggetto e il verbo non sono parti secondarie, e generalmente rivestono il ruolo rispettivamente di tema e di rema. Una frase inoltre può non presentare una qualsiasi parte della struttura, ad eccezione del rema.

### Preposizioni
Alcuni casi del sistema di declinazione sono retti da preposizioni (come il genitivo, l'accusativo e lo strumentale) mentre altri non vengono mai retti da preposizioni (come il nominativo o il locativo). In genere una preposizione regge uno ed un solo caso. Alcune preposizioni invece cambiano significato a seconda del caso che reggono.

#### Preposizioni che reggono il genitivo
- iš - da
- ant - su
- iki - fino a
- po - dopo, in seguito a
- prie - vicino, presso
- už - dietro

#### Preposizioni che reggono lo strumentale
- po - sotto
- su - con
- sulig - sopra
- ties - su, al di sopra di

#### Preposizioni che reggono l'accusativo
- į - in
- pas - verso
- per - attraverso, durante
- apie - su, a proposito di

### Congiunzioni
Le congiunzioni vengono utilizzate per legare insieme le proposizioni, ad esempio "Pensavo che fosse una bella giornata ma cominciò a piovere", "Aš maniau, kad buvo graži diena bet lijo". Alcune congiunzioni comuni in lituano sono:
- ir - e
- bet - ma
- ar - usato per porre una domanda, ma anche "o"
- jei - se
- kad - che (non il pronome relativo)
- kol - fino a che
- arba - o/ma
- nes - perché
- tačiau - comunque